# 明義
明義（1740年代—1800年代），字我齋，沙濟富察氏，鑲黃旗滿洲人，清朝武職官員、詩人、詞人，駐藏大臣傅清次子。

## 生平
乾隆十五年（1750年），父親傅清在西藏駐藏大臣行署自殺殉難，十一月，乾隆帝諭由兄長明仁襲爵，賞給明義花翎。二十六年十二月（1762年），補放侍衛處三等侍衛。後兼充上駟院侍衛。四十六年（1781年）時兼任參領。
明義詞風沉雄慷慨、豪壯矯健，偏向蘇、辛風格。
明義與弘曉、敦誠、永忠互有社交往來，有機會於《紅樓夢》刊行前自曹雪芹處見到稿鈔本，並稱：「惜其書未傳，世鮮知者」。

## 著作
《綠煙瑣窗集》
- 〈題紅樓夢〉七言絕句二十首
- 附詞二十四首

## 家庭及關聯
- 曾祖父：米思翰，官至戶部尚書，諡敏果。
- 曾祖母：穆奇覺羅氏。
- 祖父：李榮保，官至察哈尔总管、追封一等公爵。
- 祖母：覺羅氏。
- 父：傅清（？年—1750年），官至都統銜駐藏大臣，殉難贈一等伯爵。
- 母：宗室氏，弘晟之女，誠隱郡王允祉孫女。

### 兄弟
有一兄三姊妹。
- 明仁（？年—1775年），襲爵一等子，官至一等侍衛，卒赠副都统衔。娶宗室氏，宗室謨雲之女，康簡親王巴爾圖孫女。
- 姊妹一：嫁奉恩辅国公盛昌，貝子彰泰玄孫。[7]。
- 姊妹二：嫁宗室成本，儒富之子，阿拜玄孫。[8]。
- 姊妹三：嫁宗室宗潢，希普素之子，貝子彰泰玄孫。

### 妻室
嫡妻：宗室氏，貝勒斐蘇之女，貝子明韶之姊妹，僖敏貝勒海善曾孫女。

### 子嗣
- 長子：恩倫（？年—？年），幼殤，無嗣。
- 次子：誠倫（？年—？年）。